# Heterostraci
Die Heterostraci sind eine Gruppe ausgestorbener, fischartiger, gepanzerter Wirbeltiere und von Fossilien aus Sedimenten des Silur und Devon bekannt. Fundorte liegen in Nordamerika, Europa und Sibirien. Die meisten der etwa 300 bekannten Arten waren marin, lebten aber im Flachwasser von Lagunen und Flussmündungen. Einige können auch im Süßwasser gelebt haben. Sie erreichten Längen von 5 bis 30 Zentimeter; Vertreter einer Gruppe der Heterostraci, die Psammosteidae, wurden mit bis zu 150 Zentimeter deutlich größer.

## Merkmale
Die meisten Heterostraci waren klein bis mittelgroß und erreichten Körperlängen von 5 bis 30 cm, die Vertreter der Psammosteidae konnten jedoch bis zu 1,5 m lang werden. Normalerweise war ihr Körper spindelförmig, es gab jedoch auch breite, dorsoventral abgeflachte und sogar bratpfannenförmige Formen. Alle Heterostraci waren stark gepanzert, Kopf und Vorderkörper durch Knochenplatten, Hinterkörper und Schwanz durch Schuppen. Der Knochenpanzer bestand aus einer oder mehreren Dorsalschilden, großen Ventralschildern und an den Seiten aus Cornual- und Branchialschild. Rund um die Maulöffnung befanden sich einige kleinere Platten (Oralplatten). Dorsal- und Ventralschild wurden von einem verzweigten, geraden, kurvigen oder zickzackförmigen Seitenliniensystem durchzogen, das durch Porenreihen mit dem umgebenden Wasser in Verbindung stand. Die Innenseite der Knochenplatten war glatt und glänzend, Befestigungspunkte für ein Innenskelett wurden nicht gefunden. Im Unterschied zu den Arandaspida, Astraspida und Eriptychiida hatten die Heterostraci nur eine äußere Kiemenöffnung pro Kopfseite. Bei den Amphiaspidida, einer unterdevonischen Gruppe, deren fossile Überreste in Sibirien gefunden wurden, waren alle Knochenplatten miteinander verwachsen, bildeten einen völlig starren Panzer und machten den vorderen Körperabschnitt unbeweglich. Bei jüngeren Vertreter war der Panzer mehr beweglich und die großen Knochenplatten waren durch Lücken voneinander getrennt, in denen sich „Tesserae“ genannte kleine Platten befanden. Die Knochenplatten waren geschichtet, mit einer Basalschicht, einer spongiösen mittleren Schicht aus azellularem Knochen (Aspidin) und einer ornamentierten Außenschicht auf der sich Tuberkeln und Grate aus Zahnbein (Dentin) fanden. 
Die innere Anatomie ist nur teilweise bekannt. Die Heterostraci hatten zwei Nasenöffnungen, die sich wie bei den Schleimaalen nach unten öffneten, zwei senkrechte Bogengänge, mindestens 8 Kiemensäcke und ein dreiteiliges Gehirn. Die seitlich liegenden Orbita waren klein. Paarige Flossen, Rücken- und Afterflosse waren nicht vorhanden. Der Schwanz war innen hypocerk und im Allgemeinen mehr oder weniger fächer- oder spatenförmig und annähernd symmetrisch oder der untere Lobus war größer. Durch das Gewicht des Knochenpanzers müssen die Heterostraci recht unbeholfen gewesen sein und verbrachten wahrscheinlich einen großen Teil ihres Lebens auf dem Boden liegend.

## Innere Systematik

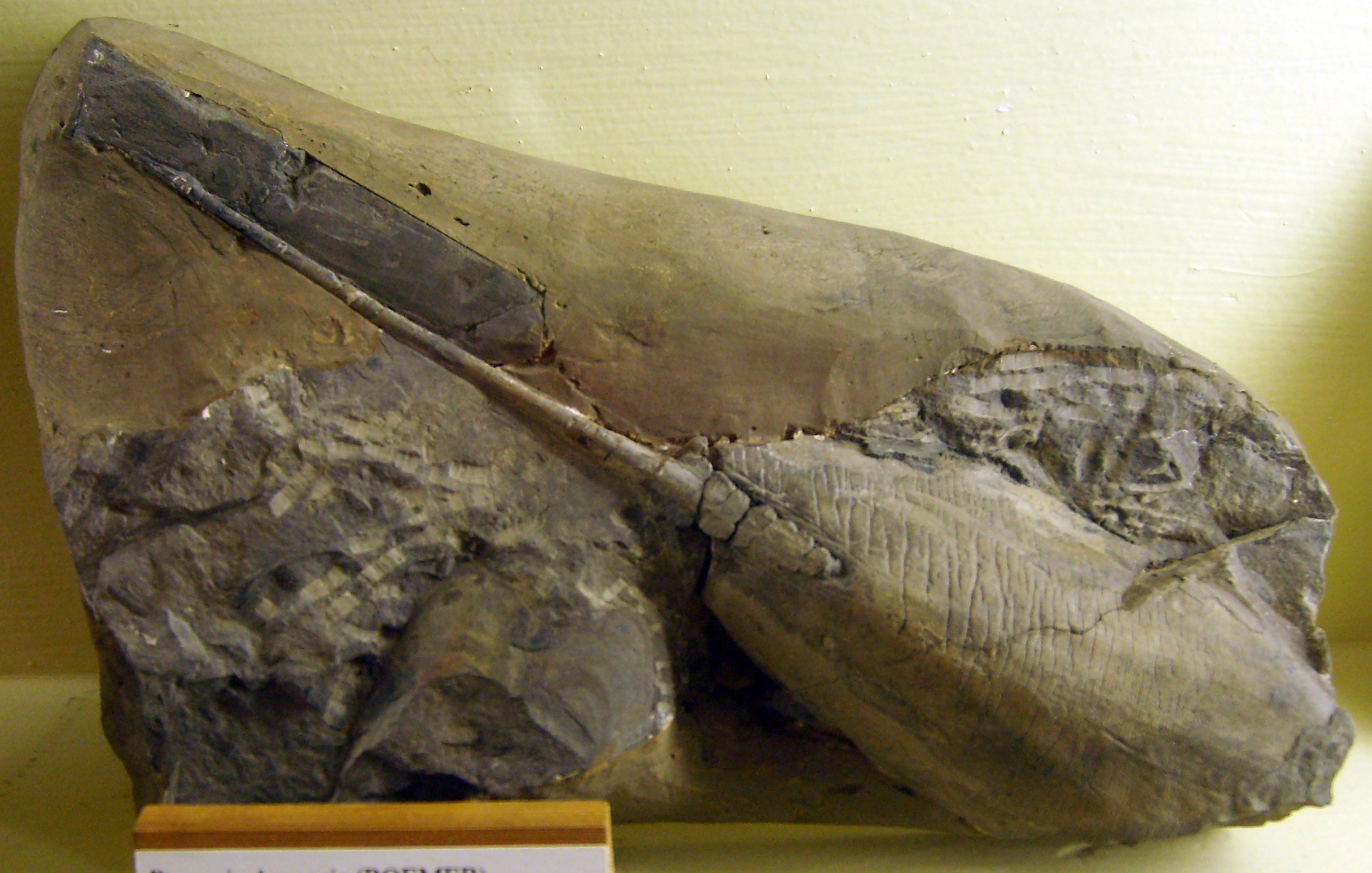
Pteraspidiformes: Fossil von Pteraspis dunensis

Die meisten Heterostraci können zwei Hauptkladen zugeordnet werden, die bei Nelson den Rang von Ordnungen haben, die
- Cyathaspidiformes (Silur bis Unterdevon) und die
- Pteraspidiformes (spätes Silur bis Oberdevon)

die wahrscheinlich in einem Schwestergruppenverhältnis zueinander stehen.
Einige weitere Taxa wie Cardipeltida, Corvaspidida, Lepidaspidida, Tesseraspidida, Tolypelepida (auch Tolypelepidida genannt) und Traquairaspidiformes stehen den Heterostraci mehr oder weniger nah und ihre Zugehörigkeit und genaue systematische Stellung wird kontrovers diskutiert.